# Kuantian (sockenhuvudort i Kina, Jiangxi Sheng, lat 26,00, long 115,66)
Kuantian är en sockenhuvudort i Kina. Den ligger i provinsen Jiangxi, i den sydöstra delen av landet, omkring 300 kilometer söder om provinshuvudstaden Nanchang. Antalet invånare är 30 365. Befolkningen består av 15 873 kvinnor och 14 492 män. Barn under 15 år utgör 35 %, vuxna 15-64 år 55 %, och äldre över 65 år 8,0 %.
Runt Kuantian är det ganska tätbefolkat, med 155 invånare per kvadratkilometer. Närmaste större samhälle är Zishan, 12,9 km väster om Kuantian. I omgivningarna runt Kuantian växer huvudsakligen savannskog.
Genomsnittlig årsnederbörd är 1 965 millimeter. Den regnigaste månaden är maj, med i genomsnitt 358 mm nederbörd, och den torraste är oktober, med 19 mm nederbörd.